# 竹添進二郎
竹添 進二郎（たけぞえ しんじろう、1963年8月16日 - ）は、日本の実業家。長崎県出身。日本通運株式会社代表取締役社長 最高経営責任者。

## 人物・経歴
長崎県出身。1986年、上智大学経済学部卒業。日本通運株式会社に入社。2015年、海外管理部長。2018年、執行役員南アジア・オセアニアブロック地域総括兼南アジア・オセアニア日本通運社長。2021年、常務執行役員。2023年、取締役兼常務執行役員。2024年、代表取締役社長 最高経営責任者に就任。